# Llac Nakuru

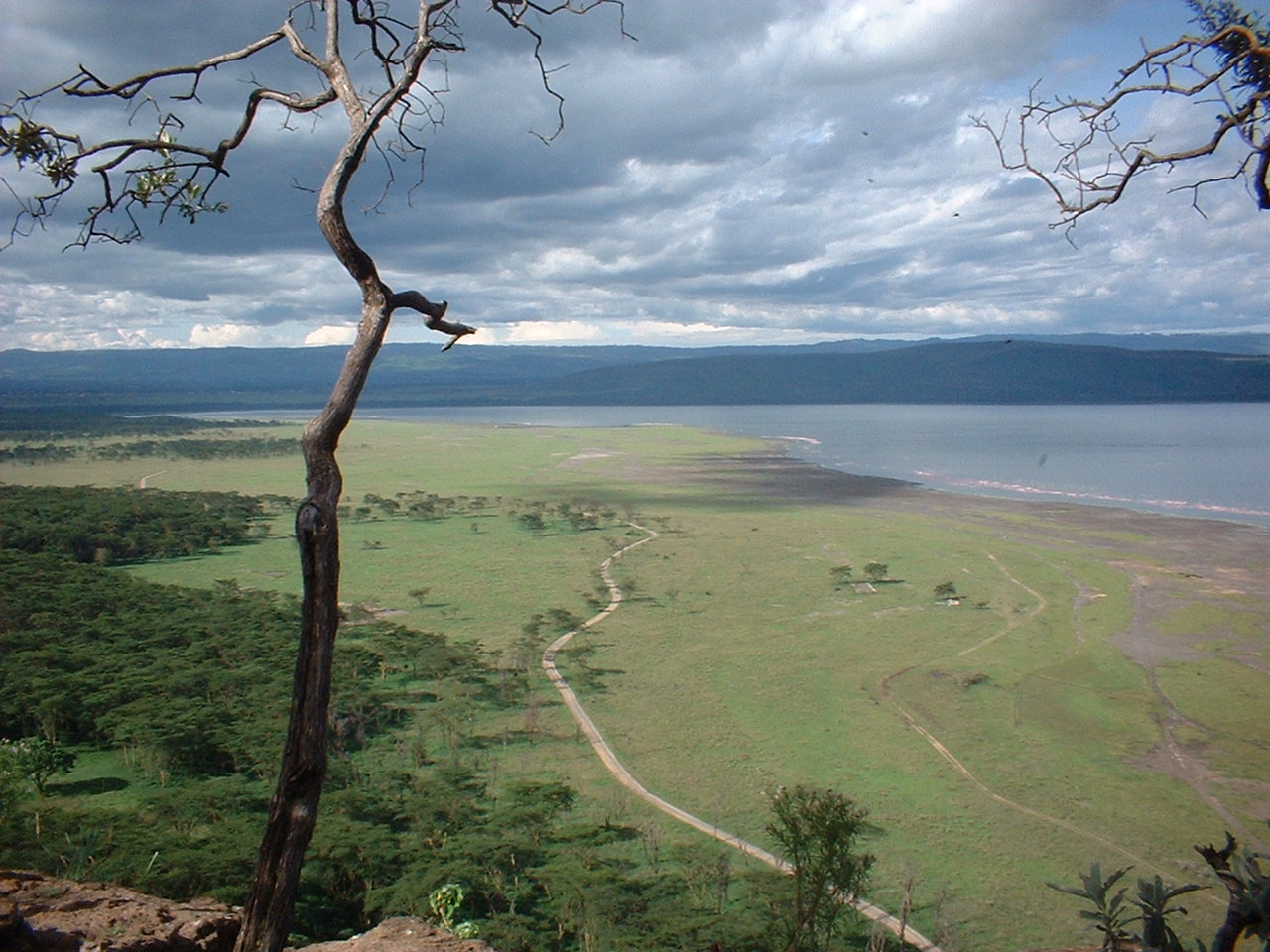
Vista del Llac Nakuru el 2003

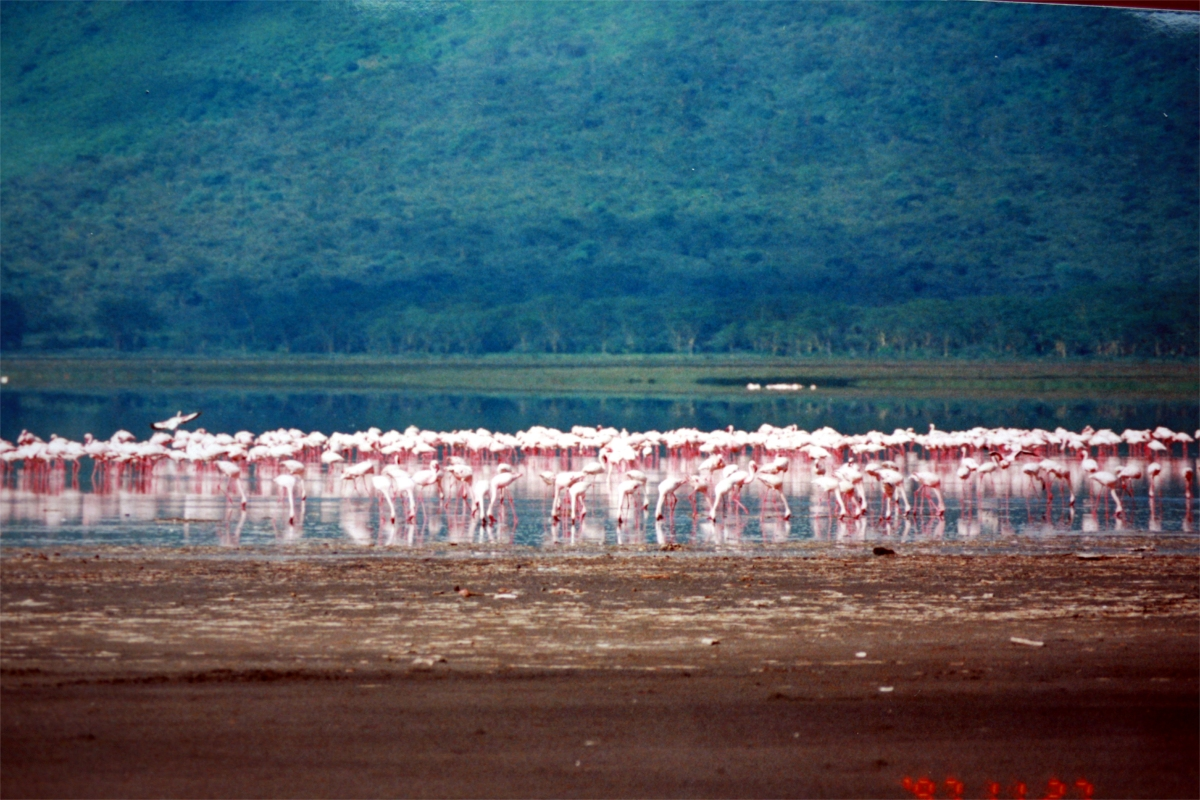
Flamencs alimentant-se al Llac Nakuru

El llac Nakuru és un dels llacs alcalins de la Gran Vall del Rift, situat a una altitud de 1.754 m sobre el nivell del mar. Es troba al sud de Nakuru, a la Kenya central. Té una superfície de 5 a 45 km². Està protegit pel petit Parc Nacional del Llac Nakuru, que forma part dels Parcs nacionals de Kenya. Hi abunden les algues que atrauen grans quantitats de flamencs,que famosament voregen la costa. També hi ha altres aus a la zona, igual que els senglars, babuíns i altres mamífers grans. També s'han introduït els rinoceronts blancs i negres.
El nivell de les aigües del llac va baixar molt a la dècada de 1990 però posteriorment es va recuperar. Nakuru significa "lloc polsós" en la llengua Maasai. El seu Parc Nacional s'establí el 1961. El llac ha sigut protegit pel Conveni de Ramsar sobre zones humides.
L'abundància del llac d'algues atreu la gran quantitat de flamencs que famosament voregen la costa. Altres aus també floreixen a la zona, igual que els senglars, babuins i altres mamífers grans. També s'han introduït els rinoceronts blancs i negres.